# Hot Stuff (personnage)
Pour les articles homonymes, voir Hot Stuff.
Hot Stuff est un personnage de comics publié par Harvey Comics. C'est un diablotin rouge vêtu d'une couche qui malgré son origine infernale cherche plutôt à faire le bien.

## Historique
Hot Stuff est une création d'Alfred Harvey, le propriétaire de Harvey Comics. Il apparaît en octobre 1957 dans un comics qui porte son nom. Ceci est plutôt rare chez Harvey qui préférait tester ses créations dans des anthologies avant de lancer des comics avec les personnages les plus populaires. Les histoires de Hot Stuff sont dues très majoritairement à Howard Post. Warren Kremer est le dessinateur qui a créé l'apparence du personnage mais par la suite il a plutôt dessiné les aventures de Stumbo qui étaient présentées aussi dans le comics. Comme nombre d'autres personnages de Harvey, Hot Stuff est aussi le personnage principal de plusieurs séries dérivées : Hot Stuff Sizzlers qui débute en 1960 ; Devil Kids Starring Hot Stuff en 1962 et Hot Stuff Creepy Caves en 1974. Alors que les personnages d'Harvey se rencontrent parfois, Hot Stuff reste cantonné dans son monde peuplé de créatures merveilleuses et de diablotins,.
Bien que le personnage ait eu du succès comme le montre le nombre de séries dans lesquelles il apparaît, il n'a jamais été adapté en dessin animé contrairement aux autres personnages importants de Harvey comme Casper le gentil fantôme, Richie Rich ou Wendy la gentille petite sorcière. Le succès décroît dans les années 1970 et les séries s'arrêtent les unes après les autres : Hot Stuff Sizzlers en 1974, Hot Stuff Creepy Caves en 1975 et Devil Kids Starring Hot Stuff en 1981. La première série persiste néanmoins jusqu'à l'arrêt de publication de comics par Harvey en 1982. Lors des deux tentatives de relance de comics, Hot Stuff revient mais c'est à chaque fois pour peu de numéros,. 
En 2014, Dreamworks qui a acheté en 2011 Classic Media alors propriétaire des droits de quasiment tous les personnages de Harvey Comics annonce le projet d'un film mettant en scène Hot Stuff et écrit par Wendy Molyneux et Lizzie Molyneux.